# Copa do Mundo de Rugby League de 1968
A Copa do Mundo de Rugby League de 1968 foi a quarta edição do torneio. Ocorreu oito anos depois da anterior.
Foi realizada na Oceania. A Austrália, que tradicionalmente é a seleção de rugby league mais forte do mundo, foi campeã pela segunda vez. O torneio estava previsto para 1965, mas acabou adiado em virtude do declínio do rugby league francês (que teve na Copa de 1968 seu último grande momento, sendo vice-campeão) e do fracasso da inclusão da África do Sul, que ensaiava aderir à competição.
Desta forma, como nas edições anteriores, a edição só contou com quatro seleções participantes, em virtude da pequena difusão global em alto nível da modalidade: a anfitriã e campeã Austrália, França, Grã-Bretanha e Nova Zelândia.

## Resultados

### Primeira rodada
| 25 Maio       |       |        |                                                                 |
| Nova Zelândia | 10–15 | França | Carlaw Park, Auckland Público: 18,000 Árbitro: Col Pearce (AUS) |
|               |       |        | Carlaw Park, Auckland Público: 18,000 Árbitro: Col Pearce (AUS) |

| 25 Maio   |       |              |                                                                       |
| Austrália | 25–10 | Grã-Bretanha | Sydney Cricket Ground, Sydney Público: 62,256< Árbitro: John Percival |
|           |       |              | Sydney Cricket Ground, Sydney Público: 62,256< Árbitro: John Percival |

### Segunda rodada
| 1 Junho   |       |               |                                     |
| Austrália | 31–12 | Nova Zelândia | Lang Park, Brisbane Público: 23,608 |
|           |       |               | Lang Park, Brisbane Público: 23,608 |

| 2 Junho |     |              |                                       |
| França  | 7–2 | Grã-Bretanha | Carlaw Park, Auckland Público: 15,760 |
|         |     |              | Carlaw Park, Auckland Público: 15,760 |

### Terceira rodada
| 8 Junho   |      |        |                                     |
| Austrália | 37–4 | França | Lang Park, Brisbane Público: 32,664 |
|           |      |        | Lang Park, Brisbane Público: 32,664 |

| 8 Junho      |       |               |                                               |
| Grã-Bretanha | 38–14 | Nova Zelândia | Sydney Cricket Ground, Sydney Público: 14,105 |
|              |       |               | Sydney Cricket Ground, Sydney Público: 14,105 |

### Pontuação corrida
| Seleção       | Jogos | Vitórias | Empates | Derrotas | Pontos Pró | Pontos Contra | Saldo | Pontos |
| ------------- | ----- | -------- | ------- | -------- | ---------- | ------------- | ----- | ------ |
| Austrália     | 3     | 3        | 0       | 0        | 93         | 26            | +67   | 6      |
| França        | 3     | 2        | 0       | 1        | 26         | 49            | −23   | 4      |
| Grã-Bretanha  | 3     | 1        | 0       | 2        | 50         | 46            | +4    | 2      |
| Nova Zelândia | 3     | 0        | 0       | 3        | 36         | 84            | −48   | 0      |

### Final
| 10 Junho                                                                |      |                     |                                                                                      |
| Austrália                                                               | 20–2 | França              | Sydney Cricket Ground, Sydney Público: 54,290 Árbitro: John Percival (Nova Zelândia) |
| Try: Lionel Williamson (2) Ron Coote Johnny Greaves Gol: Eric Simms (4) |      | Goal: Jean Capdouze | Sydney Cricket Ground, Sydney Público: 54,290 Árbitro: John Percival (Nova Zelândia) |